# M70 (astronomia)
M 70 (noto anche come NGC 6681) è un ammasso globulare della costellazione del Sagittario, circa 2° ad est di M69.

## Osservazione

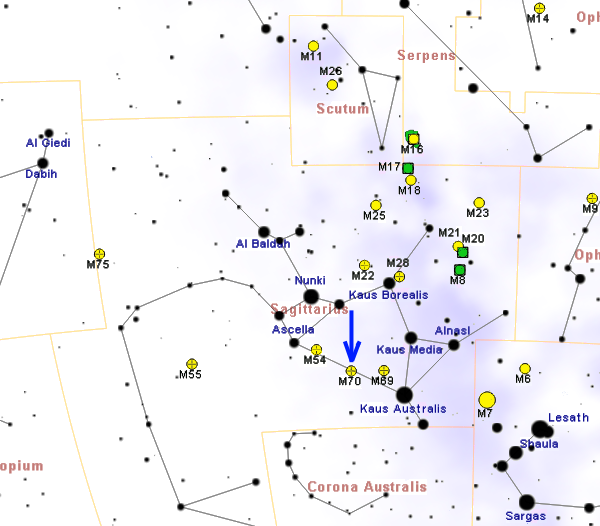
Mappa per individuare M70.

M70 si individua con facilità quasi a metà via sulla linea che congiunge le stelle ε Sagittarii e ζ Sagittarii; può essere scorto anche con un binocolo 10x50, seppur con difficoltà, sotto un ottimo cielo, mentre in condizioni non ottimali occorrono strumenti più potenti. Per iniziare la risoluzione in stelle occorrono strumenti avanzati, come un telescopio con un'apertura da almeno 250-300mm e sotto un cielo in condizioni ottimali.
M70 può essere osservato con discreta facilità da gran parte delle aree popolate della Terra, grazie al fatto che è situato a una declinazione non eccessivamente australe: in alcune aree del Nord Europa e del Canada, nei pressi del circolo polare artico, la sua visibilità è comunque impossibile, mentre nell'Europa centrale appare molto basso; dall'emisfero sud M70 è ben visibile alto nelle notti dell'inverno australe. Il periodo migliore per la sua osservazione nel cielo serale è quello compreso fra giugno e ottobre.

## Storia delle osservazioni
M70 fu scoperto da Charles Messier nel 1780 che lo descrive così: "una nebulosa senza stelle, vicina alla precedente [M69] e sullo stesso parallelo. Vicino ad essa si trova una stella di 9a magnitudine e quattro piccole stelle telescopiche...diametro 2'." William Herschel fu il primo a risolverlo in stelle e lo descrisse come una "miniatura di M3"

## Caratteristiche
M70 si trova a circa 29.300 anni luce dalla Terra, ha un'estensione angolare di 7.8 minuti d'arco che corrispondono ad un'estensione reale di circa 65 anni luce. L'ammasso recede da noi alla velocità di 200 km/s e in esso si conoscono soltanto 2 variabili.
M70 si trova relativamente vicino al Centro della Galassia e per questo è leggermente deformato dai potenti effetti delle forze mareali. Il nucleo di M70 è estremamente denso e, similmente ad almeno altri 21-29 globulari su 147 conosciuti della Via Lattea, tra cui M15, M30 e forse M62, deve aver subito nella sua storia un collasso gravitazionale.

### Libri
- (EN) Stephen James O'Meara, Deep Sky Companions: The Messier Objects, Cambridge University Press, 1998, ISBN 0-521-55332-6.

### Carte celesti
- Toshimi Taki, Taki's 8.5 Magnitude Star Atlas, su geocities.jp, 2005. URL consultato il 7 novembre 2010 (archiviato dall'url originale il 5 novembre 2018). - Atlante celeste liberamente scaricabile in formato PDF.
- Tirion, Rappaport, Lovi, Uranometria 2000.0 - Volume II - The Southern Hemisphere to +6°, Richmond, Virginia, USA, Willmann-Bell, inc., 1987, ISBN 0-943396-15-8.
- Tirion, Sinnott, Sky Atlas 2000.0 - Second Edition, Cambridge, USA, Cambridge University Press, 1998, ISBN 0-933346-90-5.
- Tirion, The Cambridge Star Atlas 2000.0, 3ª ed., Cambridge, USA, Cambridge University Press, 2001, ISBN 0-521-80084-6.